# Légende (bande dessinée)
Pour les articles homonymes, voir Légende (homonymie).
Légende est une série de bande dessinée d'heroic fantasy créée par le Belge Yves Swolfs et publiée à partir de 2003 par la maison d'édition française Soleil. À partir du septième tome, Swolf est remplacé par le duo de scénariste Ange et le dessinateur Stéphane Collignon.

## Synopsis
Une troupe poursuit un cavalier et l'accule au combat : « Il combattait de manière singulière et diabolique... Devinant et parant les assauts de ses adversaires sans jamais leur accorder un regard... ». Le mystérieux cavalier est l'enfant loup, seul rescapé du massacre de sa famille. Or le duc Matthias, ou plus exactement son conseiller Milos Shagan, le recherche depuis sa naissance il y a dix-neuf ans. Dix-neuf ans de guerre et de misère pour le duché de Halsbourg.

## Albums
- Légende, Soleil :

1. L'Enfant loup, juin 2003  (ISBN 2-84565-465-0).
2. Les Forêts profondes, décembre 2004  (ISBN 2-84565-792-7).
3. La Grande Battue, avril 2006  (ISBN 2-84946-381-7).
4. Le Maître des songes, octobre 2008  (ISBN 978-2-302-00367-5)[1].
5. Hauteterres, février 2011  (ISBN 978-2-302-01384-1).
6. Le Secret des Eïles (décembre 2012  (ISBN 978-2-302-02438-0).
7. Neige, novembre 2019  (ISBN 978-2-302-07881-9).
8. De mains de femmes, décembre 2020  (ISBN 978-2-302-09054-5).
9. Renouveau, novembre 2021
10. Révolutions, décembre 2022
11. Dieux nous garde, novembre 2023

### Documentation
- Yves Swolfs (int. par Jean-Pierre Fuéri), « Swolfs crie au loup », BoDoï, no 63,‎ mai 2003, p. 18.
- Anne Montenay (int.) et Thierry Wagner, « Swolfs est aux Ange », Casemate, no 130,‎ novembre 2019, p. 38-43.